# Arctic Thunder (album)
Pour les articles homonymes, voir Arctic Thunder.
Albums de Darkthrone
The Underground Resistance
(2013) Old Star
(2019)
Arctic Thunder est le seizième album studio du groupe norvégien Darkthrone.

## Liste des morceaux
| 1.    | Tundra Leech                 | Fenriz         | 5:02 |
| 2.    | Burial Bliss                 | Nocturno Culto | 4:59 |
| 3.    | Boreal Fiends                | Fenriz         | 5:50 |
| 4.    | Inbred Vermin                | Nocturno Culto | 5:49 |
| 5.    | Arctic Thunder               | Fenriz         | 4:41 |
| 6.    | Throw Me Through the Marshes | Fenriz         | 5:00 |
| 7.    | Deep Lake Trespass           | Nocturno Culto | 4:48 |
| 8.    | The Wyoming Distance         | Fenriz         | 3:14 |
| 39:23 |                              |                |      |

## Musiciens
- Nocturno Culto – chant, guitare, basse
- Fenriz – batterie, guitare, basse